# Сметанина, Раиса Петровна
Раи́са Петро́вна Смета́нина (род. 29 февраля 1952, Мохча, Коми АССР) — советская и российская лыжница, 4-кратная олимпийская чемпионка, 7-кратная чемпионка мира, многократная чемпионка СССР, заслуженный мастер спорта СССР (1976). Обладательница неофициального Кубка мира сезона 1980/81 годов, одна из самых успешных гонщиц за всю историю лыжного спорта. Первая в истории спортсменка, которая выиграла 10 медалей на зимних Олимпиадах.
Для стиля бега Сметаниной были характерны плавность хода и очень большая сила толчка.

## Биография

### Начало спортивной карьеры
Родилась 29 февраля 1952 года в деревне Мохча, расположенной в Ижемском районе. Раиса была небольшого роста и немного весила — 160 см и 45 кг. Её родители были потомственными оленеводами. В большой семье росли пять мальчиков и две девочки. С раннего детства они учились ходить на лыжах, которые в тундре являются одним из основных средств передвижения.
Главными любителями лыжных гонок в этой местности в то время были два директора соседних школ, которые организовывали тренировки, соревнования, снимали о них любительские фильмы.
Первой значительной победой Раи стало неожиданное второе место на юношеском первенстве республики в Печоре. На её первых республиканских соревнованиях Раисе пришлось надеть огромные ботинки своего тренера. После окончания школы девушка поехала в Сыктывкар, где поступила в педагогический техникум. Здесь она начала серьёзно заниматься лыжным спортом под руководством тренера Германа Харитонова.
После окончания техникума в 1970 г. Раиса Сметанина осталась в Сыктывкаре и вошла в состав сборной команды лыжниц спортивного общества «Урожай».

### Спортивная карьера на международном уровне
Выступала за сборную СССР с 20 лет. Участвовала в чемпионате мира 1974 года в Фалуне, где завоевала две награды — бронзу в индивидуальной классической гонке 5 км
и золото в эстафете (вместе с Ниной Балдычевой, Ниной Селюниной и Галиной Кулаковой).
1977 год — Сметанина выиграла классическую гонку преследования на 12,5 км.
Очень удачно сложились для гонщицы ее первые олимпийские игры в Инсбруке в 1976 году. Сметанина выиграла медали во всех трех видах программы. Она стала двукратной олимпийской чемпионкой — выиграла индивидуальную гонку на 10 км классикой и взяла золото в эстафете (вместе с Ниной Балдычёвой, Галиной Кулаковой и Зинаидой Амосовой). В третьем виде программы — гонке на 5 км классикой, Сметанина была второй вслед за финкой Хеленой Такало.
На чемпионате мира в финском Лахти в 1978 году выиграла три медали — серебро в гонке на 10 км и две бронзы — в эстафете и в гонке на 5 км.
Олимпийские игры 1980 года в Лейк-Плэсиде вновь были очень удачными для Сметаниной. Она стала олимпийской чемпионкой в индивидуальной гонке на 5 км и выиграла серебро в эстафете (вместе с Ниной Балдычевой, Галиной Кулаковой и Ниной Рочевой).
В сезоне 1980/81 годов Раиса Сметанина становится сильнейшей лыжницей планеты, завоевав Кубок мира. Ранее ее лучшим результатом было второе место в сезоне 1978/79 годов.
В 1982 году на чемпионате мира в Осло гонщица выиграла свою вторую золотую медаль на мировых первенствах — стала чемпионкой в гонке на 20 км. Также завоевала серебро в составе эстафеты.
Олимпийские Игры 1984 года в Сараево стали переходными для советской сборной, когда именитые гонщицы закончили карьеру, а молодые спортсменки (будущая гордость российского спорта) еще были юниорками и только начинали свой путь во взрослых соревнованиях. Только Раиса Сметанина в этот период могла конкурировать с сильнейшими зарубежными лыжницами. На Олимпиаде Сметанина завоевала две медали — два серебра в индивидуальных гонках на 10 км и 20 км. Впервые за долгие годы советская женская сборная (Юлия Степанова, Любовь Лядова, Надежда Бурлакова, Раиса Сметанина) не выиграла медаль в эстафете, уступив сборным Норвегии, Чехословакии и Финляндии. На Кубке мира 1983/84 годов Сметанина повторила результат 5-летней давности, заняв в общем зачете второе место вслед за финкой Марьей-Лийсой Кирвесниеми.
В 1985 году главным успехом Сметаниной становится золотая медаль в эстафете на чемпионате мира в Зеефельде. Эту награду она завоевала вместе с молодыми советскими лыжницами, будущими звездами мирового спорта Тамарой Тихоновой, Анфисой Резцовой, Лилией Васильченко. В итоговой классификации Кубка мира Сметанина была восьмой.
В сезонах 1985/86 и 1986/87 годов результаты именитой лыжницы несколько снижаются. На этапах Кубка мира она выигрывает несколько призовых мест и в классификации сильнейших лыжниц планеты располагается в районе 10 места.
В олимпийском сезоне 1987/88 годов Раиса Сметанина возвращается на самый высокий спортивный уровень. В итоговой классификации Кубка мира она шестая. На Олимпиаде в Калгари выигрывает две личные медали — серебро в гонке на 10 км классикой и бронзу на 20 км коньком. При этом Сметанина не была включена в состав победной эстафеты, в которой выступили Светлана Нагейкина, Нина Гаврылюк, Тамара Тихонова и Анфиса Резцова.
С сезона 1988/89 года Сметанину оттесняют на вторые роли новое поколение советских лыжниц — Елена Вяльбе, Лариса Лазутина, Любовь Егорова, Светлана Нагейкина, Тамара Тихонова. Однако, ее результаты на Кубке мира по-прежнему стабильно высоки и находятся в пределах 10-15 места. На чемпионате мира в Лахти гонщица выигрывает серебро в составе эстафетной четверки. Сметанина как ветеран сборной и великая лыжница была авторитетом для молодых советских спортсменок. Особую роль Сметаниной в хорошем микроклимате отечественной сборной отмечал главный тренер команды Александр Грушин.
Последними крупными успехами для Сметаниной становятся две золотые медали в составе эстафетных четверок — на чемпионате мира 1991 года в Валь-ди-Фьемме и на Олимпиаде 1992 года в Альбервилле.
На Играх в Альбервиле завоевала золото в эстафете за несколько дней до 40-летия, что является своеобразным рекордом у лыжниц.
Всего на её счету 26 наград мировых чемпионатов и Олимпиад. По представлению МОК Раисе Сметаниной был присужден международный приз Кубертена. Её именем назван центр лыжного спорта Республиканский лыжный комплекс им. Р. Сметаниной в столице Республики Коми Сыктывкаре.
В 1992 году присвоено звание «Почетный гражданин города Сыктывкара».

## Кубок мира Раисы Сметаниной (сезон 1980/81) — неофициальный зачет
| Место | Спортсмен       |
| ----- | --------------- |
| 1     | Раиса Сметанина |
| 2     | Берит Эунли     |
| 3     | Квета Ериова    |

## Место в общем зачёте Кубка мира
- 1978/79 — 2
- 1980/81 — 1
- 1981/82 — 21
- 1982/83 — 8
- 1983/84 — 2
- 1984/85 — 8
- 1985/86 — 14
- 1986/87 — 10
- 1987/88 — 6
- 1988/89 — 11
- 1989/90 — 13
- 1990/91 — 14
- 1991/92 — 18

## Олимпийские рекорды Раисы Сметаниной
- На момент завершения карьеры занимала первое место в мире среди всех спортсменов (как среди женщин, так и среди мужчин) по общему количеству наград на Белых Олимпиадах. Впоследствии по этому показателю Раису Сметанину сумели опередить Бьёрн Дели и Оле-Эйнар Бьорндален у мужчин и Марит Бьорген и Ирен Вюст у женщин.
- Первая спортсменка (как среди женщин, так и мужчин), которая сумела завоевать медали на пяти зимних Олимпиадах подряд.

## Государственные награды
- Орден «За заслуги перед Отечеством» IV степени (21.02.2022)[5]
- Орден Почёта (17.01.2003)
- Орден Ленина[2]
- Орден Трудового Красного Знамени (9.04.1980)[6]
- Орден Дружбы народов (1984)
- Орден «Знак Почёта»
- Орден "Октябрьской революции"  (1988)